# Coefficiente di sedimentazione
Il coefficiente di sedimentazione è un numero adimensionale che misura il rapporto tra la velocità di sedimentazione di un corpo ideale (sfera) e quella del corpo in esame, a parità di condizioni di riferimento. In alcuni casi è espresso come unità di misura non SI denominata svedberg. 

## Caratterizzazione
Questo coefficiente esprime in pratica il rapporto tra la velocità limite di sedimentazione data dalla legge di Stokes e la velocità misurata in condizioni identiche.
In date condizioni fisiche (temperatura, pressione, viscosità del mezzo) il coefficiente di sedimentazione è influenzato soprattutto dalla forma del corpo che sedimenta - intuitivamente, una sfera decanterà con velocità diversa da una lamina sottile - ma anche da altri fattori, quali la concentrazione di particelle decantanti nel mezzo. Si può quindi considerare il coefficiente di sedimentazione f come prodotto:
{\displaystyle f=s*c}
dove c è un coefficiente di forma, definibile in modo empirico, e s un coefficiente correttivo dovuto alla concentrazione di decantato, espresso empiricamente con la relazione
{\displaystyle s=(1-p)^{0.05}}
dove p è la frazione in massa di decantato sulla totalità della massa.

## Valutazioni sommarie del coefficiente di sedimentazione
Più sono "grandi" le particelle più sarà grande la velocità di sedimentazione e quindi avranno un più alto valore in unità svedberg. Come già detto, la velocità di sedimentazione non dipende solamente dalla grandezza (intesa come massa e volume totale) delle particelle (macromolecole biochimiche in genere). Quando due particelle si legano insieme vi è inevitabilmente una perdita di superficie totale da considerare. Il coefficiente di sedimentazione non è additivo, quindi associando insieme n particelle la nuova particella avrà un valore in unità svedberg diverso dalla loro somma delle singole.

### Esempio del ribosoma
Il ribosoma è un organulo costituito da RNA e frazioni proteiche aggregate insieme. Esistono diverse tipologie di ribosomi che vengono comunemente identificate tramite i valori di coefficiente di sedimentazione. Per esempio, il ribosoma 70S proprio di una cellula procariote (ad esempio di batteri) ha un coefficiente di sedimentazione di 70 svedberg; esso è composto da una subunità grande 50S e una subunità piccola 30S (notare la non additività del coefficiente di sedimentazione).
Nella cellula eucariote invece il ribosoma 80S è costituito sempre da due subunità: una grande di 60S e una piccola di 40S.